# Municipio de Independence (condado de Day)
El municipio de Independence (en inglés: Independence Township) es un municipio ubicado en el condado de Day en el estado estadounidense de Dakota del Sur. En el año 2010 tenía una población de 65 habitantes y una densidad poblacional de 0,7 personas por km².

## Geografía
El municipio de Independence se encuentra ubicado en las coordenadas 45°32′58″N 97°39′40″O / 45.54944, -97.66111. Según la Oficina del Censo de los Estados Unidos, el municipio tiene una superficie total de 93.33 km², de la cual 87,98 km² corresponden a tierra firme y (5,73 %) 5,35 km² es agua.

## Demografía
Según el censo de 2010, había 65 personas residiendo en el municipio de Independence. La densidad de población era de 0,7 hab./km². De los 65 habitantes, el municipio de Independence estaba compuesto por el 100 % blancos. Del total de la población el 0 % eran hispanos o latinos de cualquier raza.